# Pseudocalamobius obscuriscapus
Pseudocalamobius obscuriscapus là một loài bọ cánh cứng trong họ Cerambycidae.